# Bea Lundt

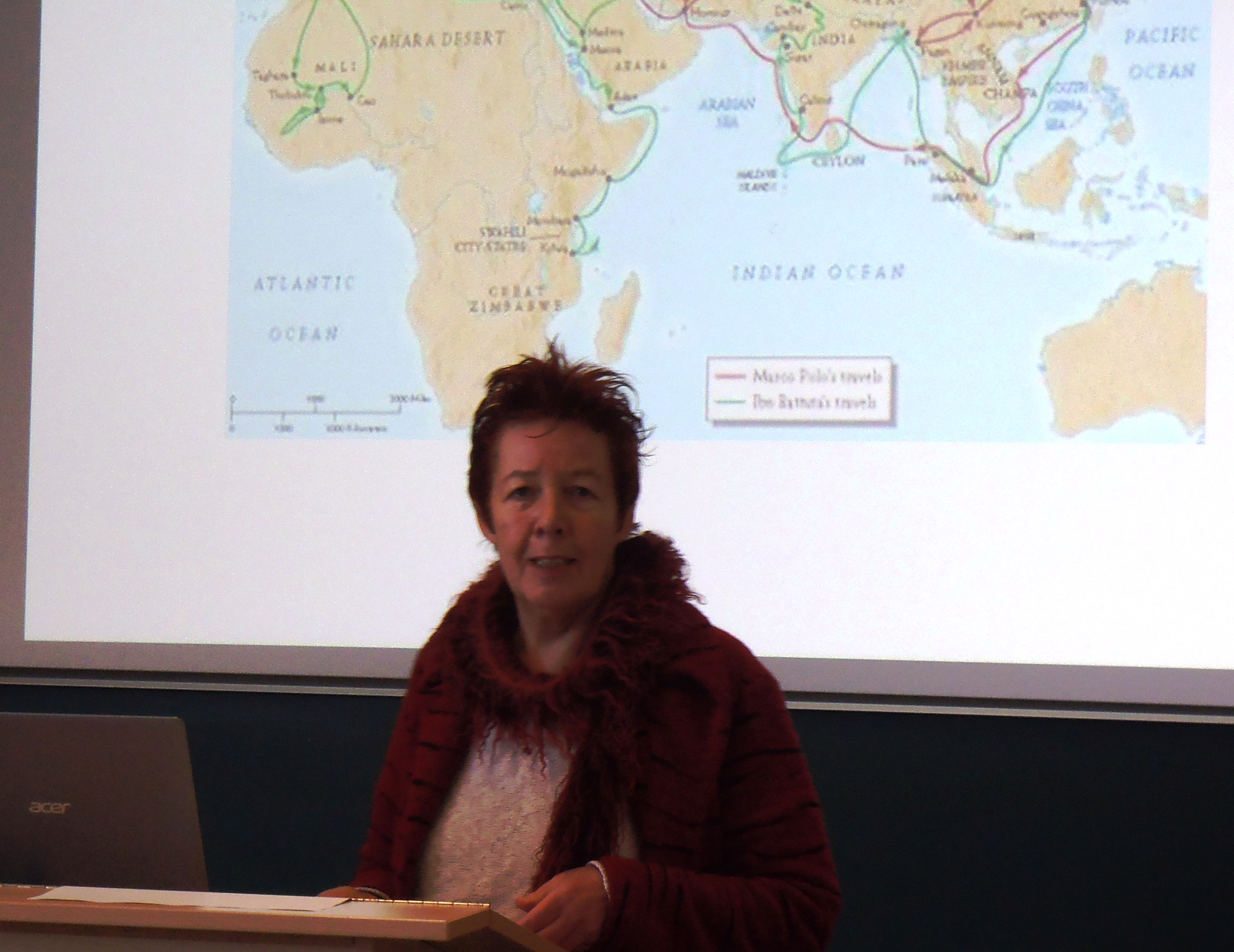
Bea Lundt auf der Tagung „Global Perspectives on Europe“ an der Universität Flensburg (2013)

Bea Lundt (* 3. Mai 1950 in Düsseldorf) ist eine deutsche Historikerin.
Ihre Forschungsschwerpunkte sind die Geschlechtergeschichte des Mittelalters und der Frühen Neuzeit, die Historische Erzählforschung sowie Kultur und Geschichte Westafrikas (vor allem Ghanas).

## Beruflicher Werdegang
Bea Lundt studierte zunächst Sozialwissenschaften und Germanistik an der Universität zu Köln. Es folgten Arbeits- und Studienaufenthalte in West- und Ostafrika, fast zehn Jahren Schuldienst an Gymnasium und Gesamtschule im Ruhrgebiet. Daran schloss sie ein Zweitstudium in Geschichtswissenschaften an der Ruhr-Universität Bochum. Die Promotion erfolgte dort 1989 über Entwürfe weiblicher und männlicher Existenz in Erzähltraditionen vom 12. bis 15. Jahrhundert.
1998 habilitierte sie an der Universität Basel über männliche Geschlechterkonzepte und Weisheitsdiskurse in populären Schriften im 12. bis 16. Jahrhundert. Von 1998 bis 2015 lehrte sie als Professorin für Geschichte des Mittelalters und für Geschichtsdidaktik an der Universität Flensburg.
Seit 2009 verbringt sie jedes Jahr etwa drei Monate in Westafrika, um dort Kooperationen mit Universitäten auszubauen. In den Jahren 2011 und 2012 hatte sie an der University of Education, Winneba (UEW) in Ghana eine Gastprofessur im Fach Geschichte inne (jeweils für sechs Wochen). Sie lebt in Berlin und Ghana, wo sie seit 2019 erneut eine Gastprofessur in Geschichte an der University of Education, Winneba wahrnimmt (DAAD).
Seit ihrer Emeritierung Ende 2015 kooperiert Lundt zudem in verschiedenen Afrika-Projekten mit der Universität Flensburg, der Freien Universität Berlin, der Ludwig-Maximilians-Universität München sowie der Kunstakademie München.

## Veröffentlichungen (Auswahl)
Monographien
- Melusine und Merlin im Mittelalter. Entwürfe und Modelle weiblicher Existenz im Beziehungs-Diskurs der Geschlechter. Fink, München 1991, ISBN 3-7705-2723-2 (Dissertation, Universität Bochum, 1990).
- Weiser und Weib. Weisheit und Geschlecht am Beispiel der Erzähltradition von den „Sieben Weisen Meistern“ (12.–15. Jahrhundert). Fink, München 2002 (Habilitationsschrift, Universität Basel, 1998).[2]
- Europas Aufbruch in die Neuzeit 1500–1800. Eine Kultur- und Mentalitätsgeschichte. Wissenschaftliche Buchgesellschaft, Darmstadt 2009, ISBN 978-3-89678-647-0.[3]

Herausgeberschaften
- Auf der Suche nach der Frau im Mittelalter. Fragen, Quellen, Antworten. Fink, München 1991, ISBN 3-7705-2722-4.
- mit Helma Reimöller: Von Aufbruch und Utopie. Perspektiven einer neuen Gesellschaftsgeschichte des Mittelalters. Für und mit Ferdinand Seibt aus Anlass seines 65. Geburtstages. Böhlau, Köln 1992, ISBN 3-412-10891-X.
- Vergessene Frauen an der Ruhr. Von Herrscherinnen und Hörigen, Hausfrauen und Hexen, 800–1800. Böhlau, Köln 1992, ISBN 3-412-10291-1.
- Nordlichter. Geschichtsbewußtsein und Geschichtsmythen nördlich der Elbe. Böhlau, Köln 2004, ISBN 3-412-10303-9.[4]
- mit Michael Salewski: Frauen in Europa. Mythos und Realität. Lit, Münster 2005, ISBN 3-8258-8665-4.
- mit Bärbel Völkel: Outfit und Coming-out. Geschlechterwelten zwischen Mode, Labor und Strich (= Historische Geschlechterforschung und Didaktik. Band 1). Lit, Hamburg 2007, ISBN 978-3-8258-0491-6.
- mit Wazi Apoh: Germany and its West African Colonies. „Excavations“ of German Colonialism in Post-Colonial Times. Lit, Wien 2013, ISBN 978-3-643-90303-7.[5]
- mit Toni Tholen: „Geschlecht“ in der Lehramtsausbildung. Die Beispiele Geschichte und Deutsch (= Historische Geschlechterforschung und Didaktik. Band 3). Lit, Berlin 2013, ISBN 978-3-643-12021-2[6]
- mit Ulrich Marzolph: Narrating Histories in West Africa. Lit, Wien 2015, ISBN 978-3-643-90503-1.[7]
- mit Sophie Wulk: Global Perspectives on Europe. Critical Spotlights from Five Continents. Lit, Wien 2016, ISBN 978-3-643-90797-4.
- mit Christoph Marx: Kwame Nkrumah 1909–1972. A controversial African Visionary (= Historische Mitteilungen der Ranke-Gesellschaft, Beiheft 96), Franz Steiner Verlag, Stuttgart 2016, ISBN 978-3-515-11572-8.
- Ananse und andere Erzählungen aus Afrika. Zur narrativen Kultur Afrikas aus deutscher und afrikanischer Perspektive. Lit, Berlin 2018, ISBN 978-3-643-13913-9.
- mit Henry Kam Kah: Polygamous Ways of Life Past and Present in Africa and Europe. Polygame Lebensweisen in Vergangenheit und Gegenwart in Afrika und Europa. Lit, Berlin 2020, ISBN 978-3-643-91142-1.
- mit Edmond Akwasi Agyeman und Akwasi Kwarteng Amoako-Gyampah: Education in Ghana. History and Politics. Bamenda (Cameroon) 2023. ISBN 978-9956-553-99-0. Informationen zum Buch auf africanbookscollective.com.

## Ehrungen
- Lehrpreis der Europa-Universität Flensburg (2015) für die beste „theoriezentrierte MA-Lehrveranstaltung 2013/14“ (gemeinsam mit Yaw Ofosu-Kusi) zum Thema Teaching Africa in Europe
- Samuel Ntewusu, Nina Paarmann (Hrsg.): Jenseits von Dichotomien. Beyond Dichotomies. Aspekte von Geschichte, Gender und Kultur in Afrika und Europa. Aspects of History, Gender and Culture in Africa and Europe (Festschrift Bea Lundt). Lit, Berlin 2020, ISBN 978-3-643-14499-7